# Aromobatinae
Aromobatinae Grant, Frost, Caldwell, Gagliardo, Haddad, Kok, Means, Noonan, Schargel, and Wheeler, 2006 è una sottofamiglia di anfibi Anuri della famiglia degli Aromobatidi.

## Distribuzione
Le specie di questa sottofamiglia si trovano in Sudamerica, più precisamente negli stati: Venezuela, Colombia e Trinidad e Tobago.

## Tassonomia
La sottofamiglia comprende 38 specie raggruppate in due generi:
- Aromobates Myers, Paolillo-O., and Daly, 1991 (18 sp.)
- Mannophryne La Marca, 1992 (20 sp.)